# Super Capers
Pour plus de détails, voir Fiche technique et Distribution.
Super Capers est un film américain, parodie de film de super-héros, réalisé et écrit par Ray Griggs (en), sorti en direct-to-video en 2009.

## Synopsis
Un jeune homme très ordinaire et sans histoire, Ed Gruberman, rejoint un groupe de super-héros, les Super Capers, pour affronter un ennemi redoutable…

## Fiche technique
- Titre : Super Capers
- Titre original : Super Capers
- Réalisation : Ray Griggs (en)
- Scénario : Ray Griggs (en)
- Musique : Nathan Lanier
- Directeur de la photographie : Martin Rosenberg
- Montage : Stacy Katzman
- Distribution des rôles : Joe Lorenzo
- Décors : Alys Thompson
- Direction artistique : Scott Enge, Nikki Rudloff
- Costumes : Francis Lecoultre
- Production : Ray Griggs (en), Reuben Lim, RG Entertainment, Lions Gate Film
- Pays d'origine :  États-Unis
- Genre : Film de super-héros, Parodie
- Durée : 98 minutes
- Date de sortie en salles : États-Unis : 20 mars 2009 (direct-to-video)
- Public :
  - États-Unis : PG - Parental Guidance Suggested (accord parental souhaitable)

## Distribution
- Justin Whalin : Ed Gruberman
- Samuel Lloyd : Herman Brainard
- Ryan McPartlin : Will Powers
- Danielle Harris : Felicia Freeze
- Ray Griggs (en) : Puffer Boy
- Tom Lister, Jr. : Sarge
- Chris Owen : Igniter Boy
- Oliver Muirhead (en) : Herbert Q
- Michael Rooker : Judge / Dark Winged Vesper
- Christine Lakin : Red
- Jon Polito : Captain Sludge
- Clint Howard : Mugger
- Tom Sizemore : Roger Cheatem
- Adam West : Manbat / Cab Driver
- Doug Jones : Special Agent Smith #1
- Isaac C. Singleton Jr. : Special Agent Smith #2
- Taylor Negron : Chauffer
- June Lockhart : Mother
- Pat Crawford Brown : Gertrude
- Eva Pigford : News Reporter
- George Stults : Police Officer #2
- Steve Braun (en) : Agent Guard
- Brian Cummings Robot (voice)

## Récompenses et distinctions

### Récompenses
- Festival international du film du Caire 2009 :
  - Prix du meilleur film pour enfants

### Nominations
- Saturn Award 2010 :
  - Saturn Award de la meilleure édition DVD